# Baldichieri d'Asti
Baldichieri d'Asti (Baudiché in piemontese) è un comune italiano di 1 122 abitanti della provincia di Asti in Piemonte.

## Geografia fisica
Situato a 10 km ad ovest del capoluogo di provincia Asti, Baldichieri si sviluppa nella piana del rio Triversa. La parte più antica del paese, con il municipio e la chiesa parrocchiale, si trova sulle pendici delle colline appena a nord dell'abitato.
Caratterizzato da basse colline, il territorio di Baldichieri d'Asti è attraversato dall'Autostrada A21, dalla ferrovia Torino-Genova e dalla Strada statale 10 Padana Inferiore.

## Storia
Il ritrovamento di reperti del I secolo d.C. testimonia le origini romane di un primo insediamento nella zona. La strada romana Via Fulvia attraversava il territorio dove sorge il paese attuale. I primi documenti a citare Baldichieri risalgono al 1041, quando si consolidò come borgo medievale posto a presidio della valle dove confluiscono rio di Monale e torrente Triversa.
A monte dell’abitato sorgeva un castello, distrutto nel 1553 dalle truppe francesi. Risale al 1673 la chiesa parrocchiale dedicata a San Secondo Martire. Nei secoli successivi Baldichieri seguì le vicende del Regno di Sardegna. Il Novecento vide il paese partecipare attivamente alla Resistenza. Oggi il comune è sede di aziende alimentari e manifatturiere.

### Simboli
Lo stemma e il gonfalone del comune di Baldichieri d'Asti sono stati concessi con regio decreto del 3 dicembre 1934.
Il capo di porpora è ciò che rimane del Capo del Littorio, privato degli elementi decorativi che erano obbligatori per tutti gli stemmi comunali concessi durante il regime fascista.
Il gonfalone è un drappo di azzurro.

## Monumenti e luoghi d'interesse

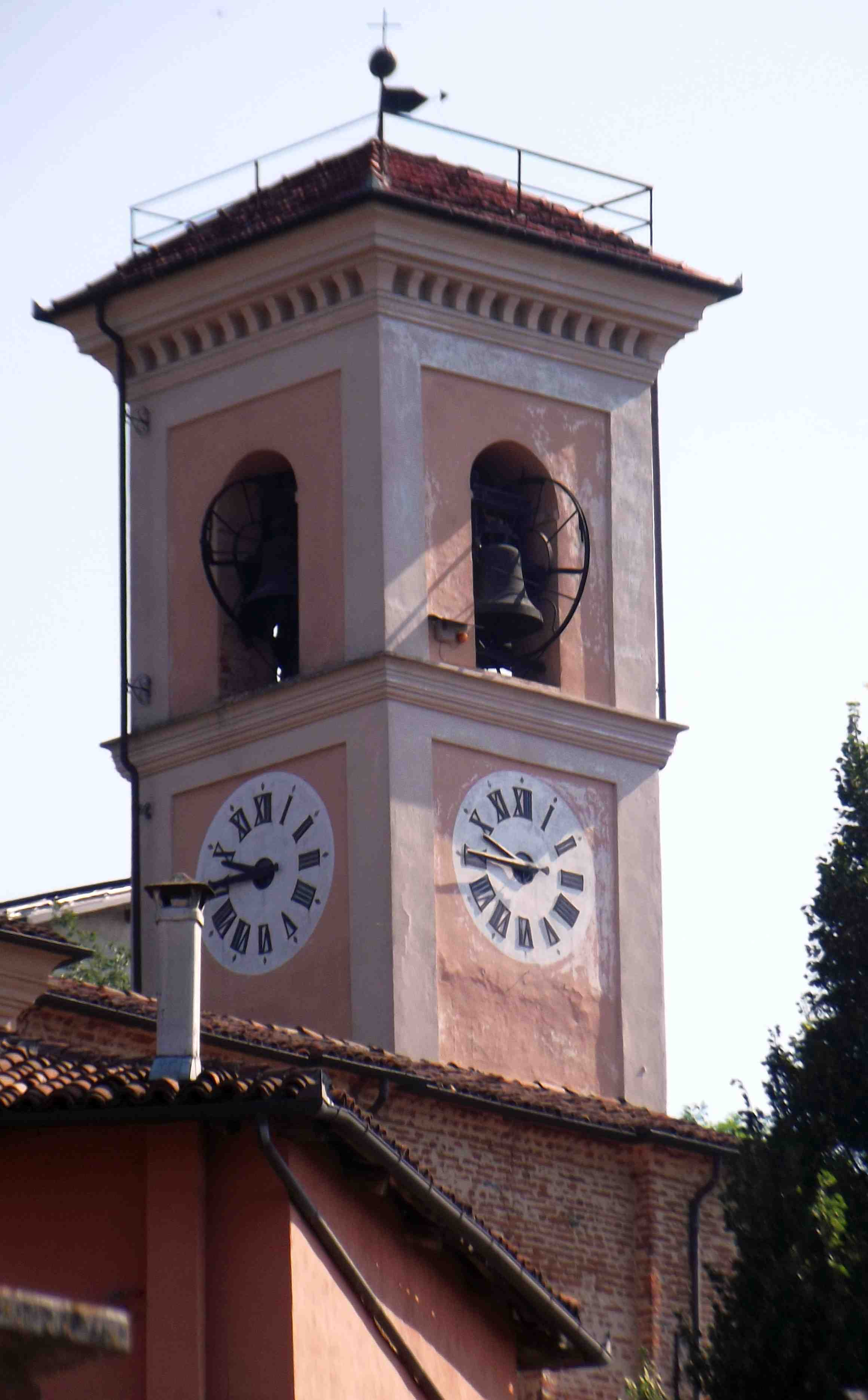
Il campanile di San Secondo.

- Palazzo comunale, di costruzione settecentesca
- Parrocchiale di San Secondo, costruita tra il 1560 e il 1580. Di rilievo sono i giochi chiaroscurali della facciata della chiesa e la terrazza che ne costituisce il sagrato e sovrasta il centro storico del paese

## Società

### Evoluzione demografica
Abitanti censiti

### Etnie e minoranze straniere
Gli stranieri residenti a Baldichieri d'Asti al 1º gennaio 2013 sono 235 e rappresentano il 20,9% della popolazione residente. Le nazionalità maggiormente rappresentate in base alla loro percentuale sul totale della popolazione straniera residente erano:
- Romania 107 (45,53%)
- Albania 66 (28,09%)
- Marocco 33 (14,09%)
- Repubblica di Macedonia 21 (8,94%)
- Senegal 3 (1,28%)
- Perù 2 (0,85%)
- Cuba 1 (0,43%)
- Regno Unito 1 (0,43%)
- Nepal 1 (0,43%)

## Baldichieri al Palio di Asti

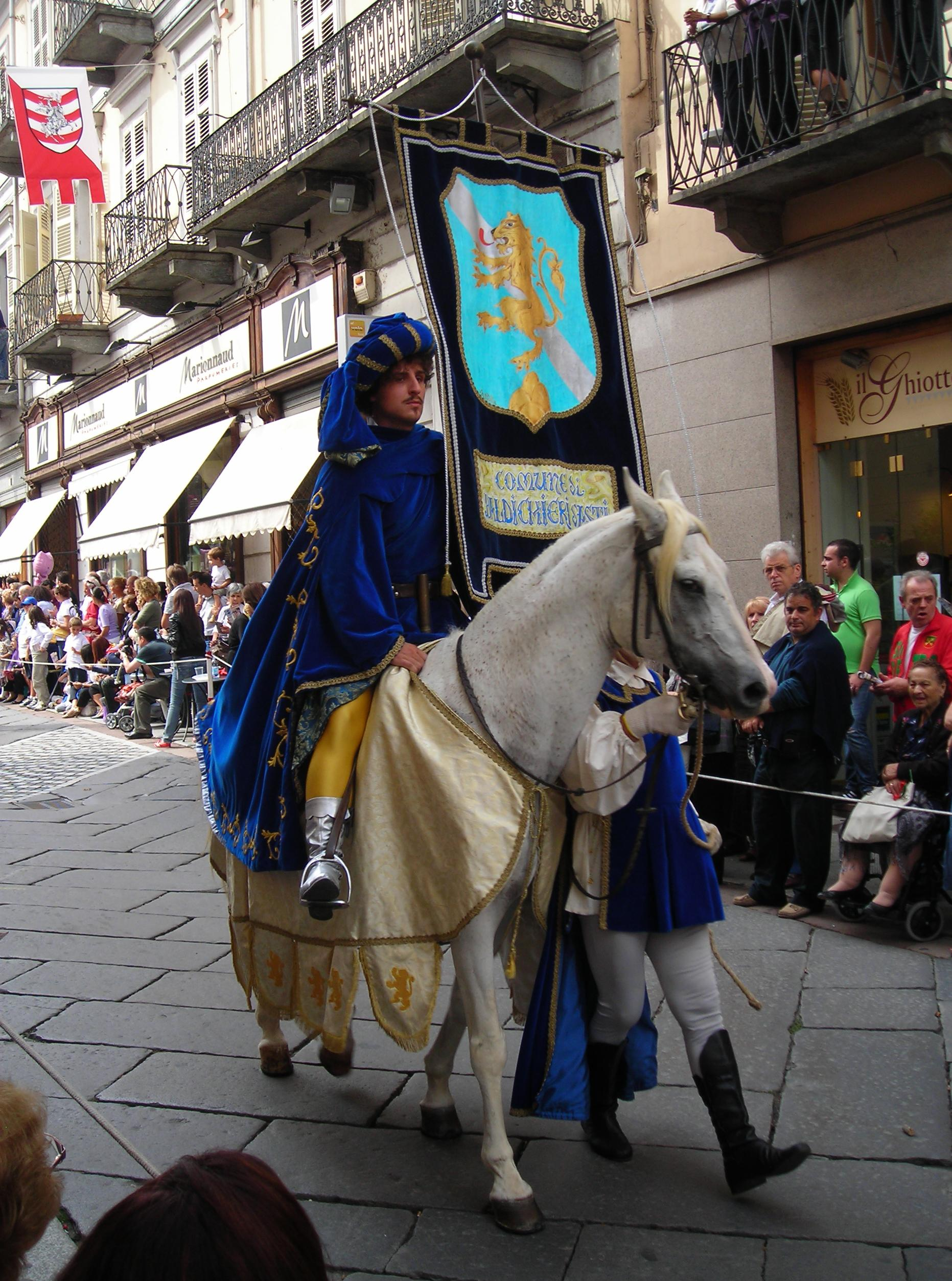
Il comune al corteo storico del palio

La prima partecipazione moderna del Comune di Baldichieri al Palio di Asti, corsa di cavalli montati a pelo che si disputa ogni anno nella centralissima Piazza Vittorio Alfieri di Asti, risale al 1988. In passato, una compagine baldichierese ha conseguito una vittoria nella corsa astigiana: si tratta della Beata Concezione di Baldichieri, che si impose al Palio del 1793 con il fantino Reboà.
Di seguito sono elencati i risultati ottenuti a partire dal 1988 (i migliori risultati ottenuti finora sono la vittoria al Palio dei Comuni del 2019 e il secondo posto del 1994).
| Palio          | Fantino                      | Cavallo                        | Piazzamento                    | Note                                                    |
| -------------- | ---------------------------- | ------------------------------ | ------------------------------ | ------------------------------------------------------- |
| 1988           | Giulio Franco (Lince)        | East Eden (Gabaleone)          | 4° (Gallo)                     |                                                         |
| 1989           | Alessandro Pelissero (Osso)  | East Eden(Leggenda) (scosso)   | Eliminato in batteria          |                                                         |
| 1990           | Alessandro Pelissero (Osso)  | Gilda                          | Eliminato in batteria          |                                                         |
| 1991           | Alessandro Pelissero (Osso)  | Echo Valley (scosso)           | 5° (Coccarda)                  |                                                         |
| 1992           | Alessandro Pelissero (Osso)  | Echo Valley                    | 6°                             |                                                         |
| 1993           | Alessandro Pelissero (Osso)  | Double Tramp (scosso)          | Eliminato in batteria          |                                                         |
| 1994           | Massimo Donatini (Stoppa)    | Mighty Dragon                  | 2° (Borsa di monete)           |                                                         |
| 1995           | Massimo Donatini (Stoppa)    | Mighty Dragon                  | 3° (Speroni)                   |                                                         |
| 1996           | Dario Colagè (Il Bufera)     | Claret Spinner (scosso)        | Eliminato in batteria          |                                                         |
| 1997           | Andrea Povero (Lenza)        | Matta per Amore                | Eliminato in batteria          |                                                         |
| 1998           | Salvatore Blanco (Leòn)      | Lady Sharif                    | Eliminato in batteria          |                                                         |
| 1999           | Fabrizio Gonella             | Giusy                          | Eliminato in batteria          |                                                         |
| giugno 2000    | Antonello Ielpo              | Moldava (Tequila)(scosso)      | 8°                             | Palio del Giubileo                                      |
| settembre 2000 | Marco Molinaro               | Giusy                          | Eliminato in batteria          | Palio ordinario                                         |
| 2001           | Federico Barbagallo          | Moldava (Frida)                | Eliminato in batteria          |                                                         |
| 2002           | Alberto Ricceri (Salasso)    | Love the Time                  | Eliminato in batteria          |                                                         |
| 2003           | Alberto Ricceri (Salasso)    | Love the Time (scosso)         | Eliminato in batteria          |                                                         |
| 2004           | Marco Pagliai (Timido)       | Ino                            | 9° (Acciuga)                   |                                                         |
| 2005           | Tiziano Raffero (Il Tiziano) | Cippalippa                     | Eliminato in batteria          |                                                         |
| 2006           | Marco Pagliai (Timido)       | Gabaleone II                   | Eliminato in batteria          |                                                         |
| 2007           | Alessandro Chiti (Voragine)  | Alidan (Lord Wellington)       | Eliminato in batteria          |                                                         |
| 2008           | Antonio Villella (Sgaibarre) | Carlomagno (Carletto)          | 6°                             |                                                         |
| 2009           | Antonio Villella (Sgaibarre) | Carlomagno (Il Baldo) (scosso) | Eliminato in batteria          |                                                         |
| 2010           | Martin Ballesteros (Pampero) | Ave fenix                      | 8°                             |                                                         |
| 2011           | Martin Ballesteros (Pampero) | Sensa Sagrìn                   | 6°                             |                                                         |
| 2012           | Martin Ballesteros (Pampero) | Des Basta                      | 3°                             |                                                         |
| 2013           | Martin Ballesteros (Pampero) |                                | 9°                             |                                                         |
| 2014           | Antonio Villella (Sgaibarre) |                                | non classificato               | Sostituito in finale per infortunio da Mattia Chiavassa |
| 2015           | Donato Calvaccio             |                                | Eliminato in batteria          |                                                         |
| 2016           | Simone Mereu                 |                                | 6°                             |                                                         |
| 2017           | Simone Mereu                 | Tidoc                          | Eliminato in batteria          |                                                         |
| 2018           | Mattia Chiavassa             | Unico de Aighenta              | Eliminato in batteria          |                                                         |
| 2019           | Mattia Chiavassa             | Farfadet Du Pecos (Orgoglio)   | VINCITORE del Palio dei Comuni | Scosso                                                  |
| 2022           | Mattia Chiavassa             | Blue Star                      | Eliminato in batteria          |                                                         |
| 2023           | Mattia Chiavassa             | Banzay                         | 8°                             |                                                         |
| 2024           | Mattia Chiavassa             |                                | Eliminato in batteria          |                                                         |

## Amministrazione
| Periodo | Periodo   | Primo cittadino      | Partito                                   | Carica  | Note       |
| ------- | --------- | -------------------- | ----------------------------------------- | ------- | ---------- |
| 1995    | 1999      | Giorgio Sattanino    | Lista Civica                              | Sindaco | 1º Mandato |
| 1999    | 2004      | Giovanni Primo Forno | Lista Civica                              | Sindaco | 1º Mandato |
| 2004    | 2009      | Giovanni Primo Forno | Lista Civica                              | Sindaco | 2º Mandato |
| 2009    | 2014      | Gianluca Forno       | Lista Civica                              | Sindaco | 1º Mandato |
| 2014    | 2019      | Gianluca Forno       | Lista Civica Campanile con spiga di grano | Sindaco | 2º Mandato |
| 2019    | 2024      | Gianluca Forno       | Lista Civica Campanile con spiga di grano | Sindaco | 3º Mandato |
| 2024    | In carica | Sara Arduino         | Lista Civica Campanile Con Spiga e Vite   | Sindaco | 1º Mandato |

### Amministrazione Comunale 2024-2029
| Nome e Cognome          | Data di Elezione | Partito                                 | Ruolo                        | Note                             |
| ----------------------- | ---------------- | --------------------------------------- | ---------------------------- | -------------------------------- |
| Sara Arduino            | 10/06/2024       | Lista Civica Campanile con Spiga e Vite | Sindaco                      | Presidente della Giunta Comunale |
| Paolo Pasquale Borgnino | 10/06/2024       | Lista Civica Campanile con Spiga e Vite | Vicesindaco (dal 17/06/2024) | Componente della Giunta Comunale |
| Gabriella Monaco        | 10/06/2024       | Lista Civica Campanile con Spiga e Vite | Assessore (dal 17/06/2024)   | Componente della Giunta Comunale |
| Gianluca Forno          | 10/06/2024       | Lista Civica Campanile con Spiga e Vite | Consigliere                  |                                  |
| Claudio Chiusano        | 10/06/2024       | Lista Civica Campanile con Spiga e Vite | Consigliere                  |                                  |
| Federico Robino         | 10/06/2024       | Lista Civica Campanile con Spiga e Vite | Consigliere                  |                                  |
| Andrea Mecca            | 10/06/2024       | Lista Civica Campanile con Spiga e Vite | Consigliere                  |                                  |
| Patrizia Musso          | 10/06/2024       | Lista Civica Campanile con Spiga e Vite | Consigliere                  |                                  |
| Salvatore Sarlo         | 10/06/2024       | Lista Civica Campanile con Spiga e Vite | Consigliere                  |                                  |
| Guido Bonino            | 10/06/2024       | Lista Civica Per Cambiare               | Consigliere                  |                                  |
| Giancarlo Fassio        | 10/06/2024       | Lista Civica Per Cambiare               | Consigliere                  |                                  |
| Maurizio Campanella     | 10/06/2024       | Lista Civica Per Cambiare               | Consigliere                  |                                  |

### Altre informazioni amministrative
Il comune ha fatto parte per alcuni anni della comunità collinare Valtriversa, decidendo poi di interrompere tale partecipazione nel 2013.